# 질리언 길버트
질리언 레슬리 길버트(영어: Gillian Lesley Gilbert, 1961년 1월 27일~)는 밴드 뉴 오더의 키보디스트이자 기타리스트로 잘 알려진 영국의 음악가이자 가수이다. 